# Nandor Sabo
Nandor Sabo Paloc (ur. 19 lutego 1960) – zapaśnik socjalistycznej, a potem federalnej republiki Jugosławii, walczący w stylu klasycznym. Dwukrotny olimpijczyk. Jedenasty w Barcelonie 1992 i odpadł w eliminacjach w Seulu 1988. Walczył w kategorii 68 kg.
Wicemistrz świata w 1987; piąty w 1985 i 1990. Czwarty na mistrzostwach Europy w 1981. Triumfator igrzysk śródziemnomorskich w 1987 i 1997; drugi w 1991; szósty w 1983. Trzeci na ME juniorów w 1980 roku.